# 小行星7585
小行星7585（英語：7585）是一颗围绕太阳公转的小行星。1991年8月5日，亨利·E·霍爾特在帕洛马山发现了此天体。
这颗小行星的绝对星等为181.2965702137122等。